# Monday’s Child
«Monday’s Child» — популярная английская народная песенка-потешка, предназначенная для обучения маленьких детей с целью запоминания ими названий дней недели. Представляет собой подобие предсказания судьбы людей, рождённых в тот или иной день. Имеется множество версий. Согласно «Индексу народных песен Роуда» (англ. Roud Folk Song Index) имеет номер 19526.

## Текст современной общей версии
Английский оригинал:

Monday’s child is fair of face,

Tuesday’s child is full of grace,

Wednesday’s child is full of woe,

Thursday’s child has far to go,

Friday’s child is loving and giving,

Saturday’s child works hard for a living,

But the child who is born on the Sabbath Day

Is bonny and blithe and good and gay.— I. Opie, P. Opie: The Oxford Dictionary of Nursery Rhymes (Oxford: Oxford University Press, 1951, 2nd edn., 1997), pp. 309-10
Вариант русского перевода:

В понедельник кто рождён, будет с праведным лицом.

Кто во вторник появился — благодатью наградился.

Тот, кто в среду был рождён, горьким горем будет полн.

На четверг кто попадёт — очень далеко пойдёт,

Тот, кто в пятницу родится, на любовь не поскупится.

Кто в субботу попадёт, жизнь того в борьбе пройдёт.

А рождённым в воскресенье — радость, счастье и веселье.

## Альтернативная версия
Английский оригинал:

Monday’s child is nice and slow

Tuesday’s child is go, go, go

Wednesday’s child is very funny

Thursday’s child is happy and sunny

Friday’s child is like a king

Saturday’s child can dance and sing

Sunday’s child can stand on her head

And count the ghosts under her bed!
Вариант русского перевода:

В понедельник кто рождён,

Добрый, медленный как слон.

Кто во вторник — непоседа.

В среду — насмешит соседа.

Кто в четверг — похож на солнце.

В пятницу — как царь в оконце.

Кто в субботу попадёт -

Сам и спляшет и споёт.

У рождённых в воскресенье -

Под кроватью привиденья!

## Происхождение
Эта потешка была впервые отмечена Анной Элизой Брей (Mrs. Bray) в 1838 году («Традиции Девоншира» (Traditions of Devonshire, том 2, стр. 287—288), записана Джеймсом Халливелл-Филлипсом в середине XIX столетия, хотя сама стихотворная традиция гадания по дням недели, соответственно рождению, значительно старше. Томас Нэш вспоминал о том, как «юный народец» в Суффолке в 1570-х рассказывал рифмованную потешку, содержащую следующие слова: «tell[ing] what luck eurie one should have by the day of the weeke he was borne on»
Имелись значительные расхождения, вызывавшие дебаты о точных признаках каждого дня, и даже за сами дни. У Халливел-Филлипса вместо «воскресенья» было «Рождество». В современной версии — «ребенок в среду полон горя», но самое раннее воплощение этой рифмы появилось в журнале Harper’s Weekly от 17 сентября 1887 года и выглядело следующим образом «ребенок в пятницу полон горя». Возможно, в данном случае нашло отражение традиционное поверье о связи пятницы с неудачей, так как литургические христиане связывали пятницу с крестными муками и распятием Иисуса Христа. В дополнение к перемене ролей для рождённых в среду и в пятницу, также произошёл обмен судьбами рождённых в четверг и в субботу, а рождённый в воскресенье стал «счастлив и мудр» вместо «блажен и благ».

## Культурное влияние
- Песня группы «The Beatles» Lady Madonna (1968 год) содержит строчку: «Рождённый в понедельник учился завязывать свой шнурок».
- Måndagsbarn, «рождённый в понедельник» (2008 год) — песня шведской певицы Вероники Маджио.
- Monday’s Child (2004 год) и Tuesday’s Child (2005 год) — романы, написанные Луизой Менш
- Tuesday’s Child (1988 год) — песня в жанре «современная христианская музыка» из второго альбома музыканта Стивена Чепмена.
- Wednesday’s Child (1956 год) — рассказ Уильяма Тенна (псевдоним Филипп Класс), изданный в «Фантастической Вселенной».
- Wednesday’s Child (1960 год) — роман Маргарет Арбор Берг
- Wednesday’s Child — трек из музыкального альбома «Collage» (1970 год) американской рок-группы «Paul Revere & the Raiders». Содержит слова: «Рождённый в среду полон горя. Горе, которое я знаю, я — Рождённый в среду».
- Wednesday’s Child — песня Эмилианы Торрини, включённая в её музыкальный альбом «Love in the Time of Science» (1999 год).
- Wednesday’s Child — песня группы Vermilion Lies, выступающих в стиле дарк-кабаре.
- Thursday’s Child (1956 год) — одна из трёх автобиографий Эрты Китт.
- Thursday’s Child (1970 год) — роман Мэри Ноэль Стритфилд.
- Thursday’s Child — трек из музыкального альбома «Script of the Bridge» (1983 год) пост-панк группы «The Chameleons»[5]
- Thursday’s Child — песня Дэвида Боуи из его альбома ‘hours…’ (1999 год).
- Thursday’s Child (2000 год) — роман Сони Хартнетт.
- Thursday’s Child — песня Изобель Кэмпбелл из её альбома «Milkwhite Sheets» (2006 год).
- Thursday’s Child Has Far To Go — песня корейской группы Tomorrow X Together из альбома «minisode 2: Thursday’s Child» (2022 год).
- Песня группы «The Velvet Underground» All Tommorrow’s Parties (1967 год) содержит строчку: «For thursday’s child is sunday’s clown».
- Friday’s Child (1944 год) — роман Джорджетт Хейер.
- Friday’s Child (1967 год) — песня, написанная Моррисоном в составе группы Them.
- Friday’s Child (2003 год) — музыкальный альбом Уилла Янга, названный по имени одной из включённых в него песен.
- Saturday’s Child — песня в исполнении Дэвида Гейтса (позже — в составе группы «Bread»). Была включена американской поп-рок группой «The Monkees» в их первый альбом (1966 год).
- Gunday’s Child — текст композиции авангардной группы Sleepytime Gorilla Museum написан по мотивам стишка.
- Стишок упоминается в книге П. Трэверс о Мэри Поппинс.
- Имя девочки из фильма «Семейка Аддамс» — Уэнсдей (Wednesday, среда), было дано ей по аналогии со строчкой из стишка «Wednesday’s child is full of woe».